# 長井紀幸
長井 紀幸（ながい のりゆき）は、元山口放送 (KRY) のアナウンサー。

## 来歴
山口県萩市相島出身。相島に15年間住んだ後、東京都とアメリカで学生生活を送っていた。東京アナウンスセミナーの15期生。
帰郷後、2015年4月に山口放送に入社。同期に同局アナウンサーの高松綾香がいる。
2017年10月いっぱいで山口放送を退社。退社後にはアナウンサー以外の道へ進むことを公表している。

## 担当番組

### KRYテレビ
- 熱血テレビ - リポーター
- KRYさわやかモーニング - リポーター、キャスター[6]
- KRYニュースライブ - リポーター
- 山口放送開局60周年記念 第24回全国スイーツマラソン in 山口・周南（放送日：2015年11月21日） - 大会MC[7]
- 山口放送開局60周年記念 第46回防府読売マラソン（2015年12月20日） - 折り返しリポーター[8]
- 山口放送開局60周年記念特別番組 つながる。世界にひとつだけのYAMAGUCHI（2016年4月1日） - リポーター[9]
- 第47回防府読売マラソン（2016年12月18日） - 折り返しリポーター[10]
- KRYニュース

### KRYラジオ
- Happy☆Paradise - パーソナリティ
- 中四国ライブネット（2015年12月12日・2017年3月5日）[11][12]
- KRYニュース